# Cupaniopsis megalocarpa
Cupaniopsis megalocarpa är en kinesträdsväxtart som beskrevs av F. Adema. Cupaniopsis megalocarpa ingår i släktet Cupaniopsis och familjen kinesträdsväxter. Inga underarter finns listade i Catalogue of Life.